# Format d'impression
 (mars 2023).
Si vous disposez d'ouvrages ou d'articles de référence ou si vous connaissez des sites web de qualité traitant du thème abordé ici, merci de compléter l'article en donnant les références utiles à sa vérifiabilité et en les liant à la section « Notes et références ».
Un format d'impression, ou protocole d'impression, est un format de fichier interprétable par une imprimante.

## Flux d'impression
Les flux d'impression sont des fichiers codés dans un format d'impression compatible avec une imprimante cible.

### Production de flux d'impression
Dans un environnement informatique bureautique classique, la mise en protocole (conversion au format d'impression cible) du fichier que l'utilisateur souhaite imprimer est assurée par le pilote d'impression installé sur la station de travail. Concrètement, lorsque l'utilisateur clique sur "imprimer" depuis son logiciel de traitement de texte, son document est converti par l'intermédiaire du pilote (ou driver en anglais) d'impression dans le format compatible avec son imprimante.
Dans un contexte de système d'information d'entreprise, il existe certains applicatifs dédiés à une chaîne éditique permettant de produire directement des flux aux formats standards d'impression, notamment pour les imprimantes de masse.

## Principaux standards d'impression
- Standards d'impression de masse
  - AFP : Advanced Function Presentation, format créé par IBM et désormais régit par l'AFP Color Consortium
  - Metacode : Format propriétaire Xerox, obsolète.
  - IPDS/IJPDS

- Standards d'impression bureautique
  - Postscript
  - PCL : Norme Hewlett-Packard
  - PDF : Standard ouvert portable créé par Adobe Systems, interprété en natif par de nombreux modèles d'imprimantes